# 罗伯特·莫沃特
罗伯特·安德森·莫沃特（Robert Anderson Mowat，1843年—1925年）是一位英国法官和外交官，曾任英国日本法院法官。

## 生平
莫沃特生于苏格兰爱丁堡，曾就讀於伦敦大学。 
1866年出任英國在華最高法院代理法律秘书。1871年被內殿律師學院授予律師資格。  1876年，他出任英國在華最高法院副首席法官。  1878年，莫沃特出任英國在華最高法院助理法官和司法常務官。 
1891年，莫沃特出任英国日本法院法官。 
莫沃特最终因身体回到英国。